# Pecq
Pecq es una comuna francófona de Bélgica, situada en la Región Valona en la provincia de Henao.

## Localidades de la comuna y de sus alrededores

La comuna de Pecq.

Secciones de la comuna:
- I Pecq.
- II Warcoing.
- III Hérinnes.
- IV Obigies.
- V Esquelmes.

Secciones de las comunas vecinas:

- a. Pottes (Celles).
- b. Molenbaix (Celles).
- c. Mont-Saint-Aubert (Tournai).
- d. Kain (Tournai).
- e. Ramegnies-Chin (Tournai).
- f. Bailleul (Tournai).
- g. Estaimbourg (Estaimpuis).
- h. Saint-Léger (Estaimpuis).
- i. Dottignies (Mouscron).
- j. Espierres (Espierres-Helchin).

## Características
Peqc es atravesada por el río Escalda, en cuyo trazado rectificado hay un paseo peatonal. Las antiguas zonas no navegables del río, llamadas localmente "cortes" (coupures) o " brazos muertos " (bras morts), actualmente son sitios para pesca o caminos.
La autopista N50 corta la ciudad, comunicándola con Tournai (10 km) y Courtrai (17 km).

## Demografía

### Evolución
Todos los datos históricos relativos al actual municipio, el siguiente gráfico refleja su evolución demográfica, incluyendo municipios después de efectuada la fusión el 1 de enero de 1977.
| Gráfica de evolución demográfica de Pecq entre 1846 y 2019 |
|                                                            |

## Hermanamiento
- Manéglise, Francia